# Мінні Террі
Мінні Террі (англ. Minnie Terry; 1 січня 1882, Бордо, Франція — 1964, Велика Британія) — представниця акторської династії Террі, модель, яка позувала в дитинстві і юності великим діячам британського фотомистецтва, актриса театру і вар'єте, Муза поета і письменника-декадента Ернеста Крістофера Доусона, а також письменника, художника-карикатуриста і книжкового ілюстратора Макса Бірбома, дружина актора Едмунда Гвенна з 1901 року. Племінниця відомої британської актриси, однієї з кращих виконавиць ролей у п'єсах Вільяма Шекспіра, дружини і натурниці художника-академіста Джорджа Фредеріка Уоттса Еллен Террі.
Мінні Террі почала свою театральну кар'єру в два роки, а у віці шести років вже здобула популярність, виконуючи дитячі ролі у великих лондонських театрах. В цей же час вона набула популярності як фотомодель. Фотографії, як відобразили дівчинку в сценах з вистав, так і створені в студії, стали предметом колекціонування. У 1890-і роки вона була змушена перервати свою кар'єру для отримання систематичної освіти, якого виявилася позбавлена в дитинстві, але вже через кілька років з успіхом відновила виступи на сцені.
Фотоматеріали і твори образотворчого мистецтва, що зображують Мінні Террі, увійшли в колекції Національного фонду об'єктів історичного інтересу або природної краси в Кенті, Національної портретної галереї і Музею Вікторії та Альберта в Лондоні, а також інших великих музеїв Великої Британії та інших країн.

## Біографія і театральна кар'єра
Старша дочка представника акторської династії Чарльза Джона Артура Террі (1857-1933) і його дружини Маргарет Пратт (1862-1941) Мінні народилася в місті Бордо на заході Франції в Департаменті Жиронда 1 січня 1882 року. Батько збожеволів на старшій дочці і використовував будь-яку можливість, щоб привернути увагу до її інтелекту і таланту. 
У три роки Мінні вже танцювала, співала і грала на сцені (дебют дівчинки на сцені Мельбурнський журнал «Table Talk» відносив до дворічного віку). Чарльз Террі був настільки захоплений Мінні, що ігнорував народження сина, якому батьки дали ім'я Хорас, і який також згодом став актором. Поява сина породило розкол в сім'ї. Згодом Мінні Террі говорила, що її мати була буркотливою (сама Мінні пішла з сім'ї при першій же можливості), але біограф сім'ї Террі, англійська письменниця і член Королівського літературного товариства Маргарет стін припускала, що у Маргарет Пратт був привід для невдоволення — чоловік всю увагу звертав на Мінні і не виявляв достатнього інтересу до сина, не кажучи вже про саму Маргарет. Скарги дружини діяли чоловікові на нерви. Незадовго до народження третьої дитини, Беатріс (яка пізніше здобула популярність як актриса в США), він втратив інтерес до торгівлі вином, якою займався. 
За невелику суму він міг купити собі партнерство у великому магазині, який згодом здобув популярність під назвою «Стара Англія», але відмовився від вигідної пропозиції, яка могла б фінансово забезпечити сім'ю. Вирішивши присвятити себе роботі в театрі, він став готувати повернення сім'ї на батьківщину. Його не зупинило навіть те, що Маргарет і маленький Хорас були сильно хворі, а Мінні страждала від морської хвороби і сильно нервувала.

## Початок театральної кар'єри

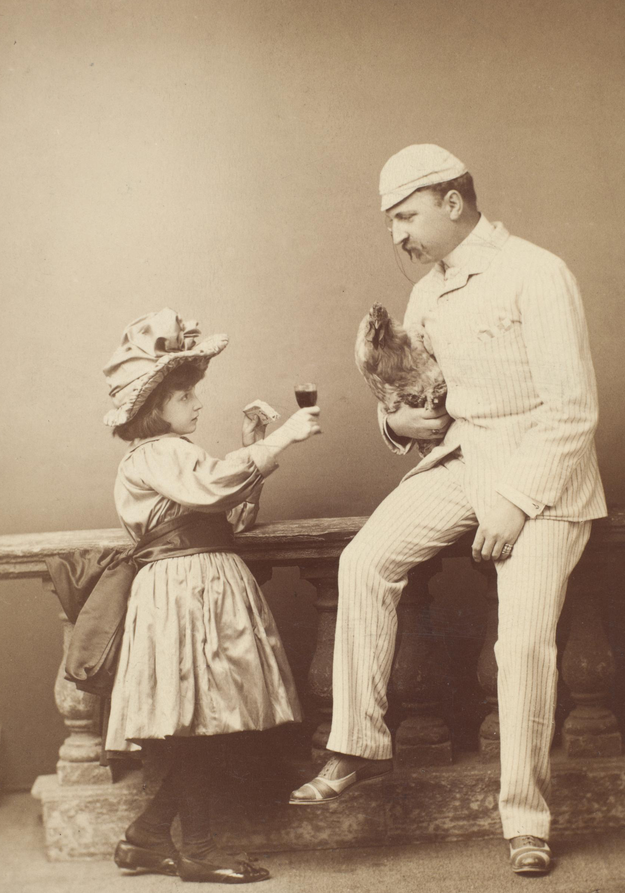
із С. В. Гартхорном, 1888

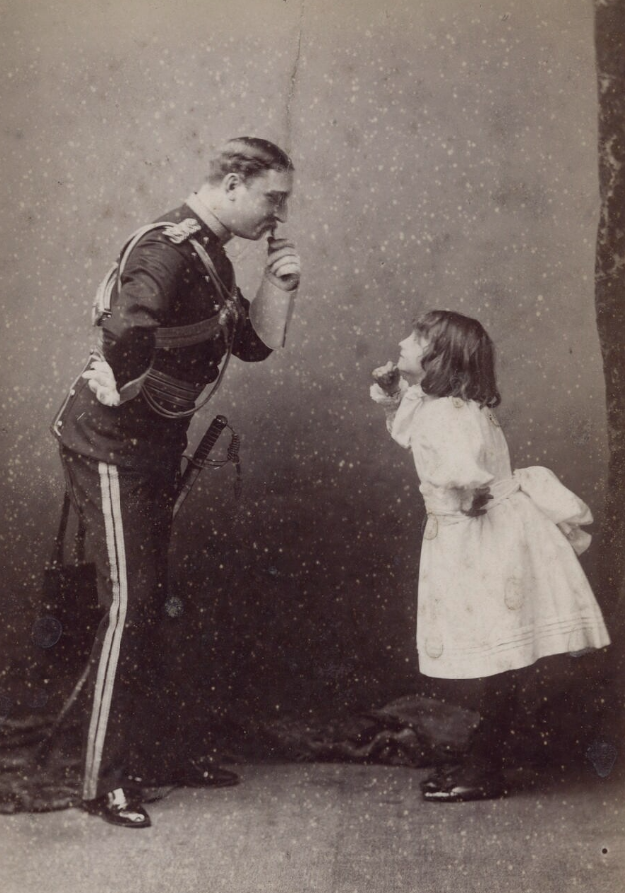
із С. В. Гартхорном, 1888

У Великої Британії Чарльз Террі знайшов житло для сім'ї, але вирішив порвати з дружиною, хоча і не зізнався їй в цьому: він відправився в Дублін, щоб стати керуючим справами в Королівському театрі Майкла Ганна. Для Мінні Чарльз Террі знайшов роль дівчинки у виставі «Фру-Фру» в театрі Стандард в Шордіче. Роль була невелика. Кілька жестів і рухів, які впевнено і чарівно продемонструвала на перегляді чотирирічна дівчинка, підкорили керівництво театру. Мінні була прийнята. У віці шести років Мінні була запрошена популярним 
актором Морісом Беррімором виконати дитячу роль у виставі «Надія», поставленому за його власною п'єсою (в ній героїня приймає рішення пожертвувати честю заради порятунку життя чоловіка). Налякана актрисою, що грала головну роль, дівчинка втекла зі сцени, поклявшись, що ніколи більше не з'явиться на ній. Тітка дівчинки Меріон Террі однак вмовила Мінні зіграти нову роль-міньйон у виставі «дитина Бутла» в театрі «Глобус» Зарплата шестирічної Мінні склала десять фунтів на тиждень. Вистава принесла їй успіх. Широку ж популярність вона придбала в тому ж 1888 році, коли стала виступати в театральній трупі актора, режисера і імпресаріо Герберта Бербома Трі.
Канадський письменник, поет і літературознавець, професор університету Талси і університету Райерсона Денніс Денисофф стверджував у своєму дослідженні «XIX століття. Дитина та споживча культура», що Мінні Террі та Віра Берінджер (1879-1964) були найвідомішими акторами-дітьми пізнього періоду вікторіанської епохи. Серед вистав, в яких зіграла Мінні, він виділяв «Партнери» (1888), «Дитина Бутла» (1888) і «Гостролист» (Інсценування різдвяної історії Чарльза Діккенса, поставлена в 1891 році в театрі Ліцеум; Сесіл Хоуард в щорічному театральному огляді «Dramatic Notes» назвав Мінні в ролі нори, закоханої в свого однолітка Гаррі, якого зіграла Віра Берінджер, чудовою). Доцент Каліфорнійського університету в Дейвісі (де вона спеціалізується на британській літературі і культурі XIX століття) і учасник Діккенсівського проекту Кетрін Робсон у книзі «Чоловіки в Країні чудес»: втрачена невинність вікторіанського джентльмена» відзначала, що поет-декадент Ернест Доусон серед дітей-акторів виділяв «дітей пантоміми» і «зоряний випадок», відносячи до останнього Мінні Террі (яку він називав Міньйон, по імені персонажа п'єси «Дитина Бутл»)[13].
Сучасник так описував Мінні Террі на сцені театру Ліцеум у виставі «Попелюшка» в 1893 році (актрисі було одинадцять років): «одне задоволення без зволікання змінює інше... міс Мінні Террі чарівна в ролі граціозної Кокетки, яка сидить над коштовностями і духами, хустками, рукавичками, віялами і пудреницями Будуара феї…»
Після семи років, проведених на сцені, Мінні перервала театральну кар'єру для отримання освіти, вступивши в школу-інтернат в Англії. Дівчинці було вже дванадцять років, коли було вперше поставлено питання про її систематичну освіту. Пізніше, через неприязні стосунки, що склалися в інтернаті, вона перевелася в пансіон для дівчат у Фонтенбло поблизу Парижа. Цей період свого життя сама Мінні пізніше згадувала як прекрасний час. Ученицям було дозволено відвідувати музеї, концерти та художні галереї. Проте вона прагнула відновити свою сценічну кар'єру, тому працювала без відпочинку, не звертаючи уваги на свята і перерви. В результаті, вона швидко освоїла французьку мову, хоча до цього зізнавалася, що раніше їй знадобилося три роки, щоб прочитати одну книгу французькою мовою. Освіту своєї племінниці погодилася оплачувати виконавиця ролей у постановках Оскара Уайльда і Генрі Джеймса Меріон Террі, що відрізнялася щедрістю до своїх численних родичів і зуміла зібрати солідні кошти в ході успішної артистичної кар'єри. Маргеріт стін відзначала великий внесок у виховання дівчинки та іншої знаменитої представниці театральної династії Террі, Еллен

### Повернення на сцену

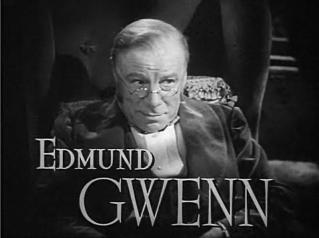
Едмунд Гвенн у фільмі «гордість і упередження», 1940

Наприкінці 1890-х років Мінні Террі повернулася на театральну сцену. За зауваженням австралійського художнього критика щодо цієї події, дитячий театральний досвід, насправді, значив дуже мало. Дитина ходить, рухається і навіть говорить по-іншому в порівнянні з жінкою. Через два роки після повернення Мінні зіграла Лідію Ленгіш у виставі «Суперники» за ранньою п'єсою англійського драматурга XVIII століття Річарда Брінслі Шерідана, в якому одну з ролей виконав британський актор Едмунд Гвенн. Вони одружилися в 1901 році. Мінні Террі розмірковувала про припинення театральної кар'єри, як це зробили деякі її родички по лінії батька, вступивши в шлюб. Вона лише супроводжувала чоловіка в ході закінчування фіаско поїздки до Австралії, де він брав участь у грандіозному за мірками свого часу поданні п'єси «Бен Гур», створеної на основі однойменного історичного роману Лью Уоллеса. Невдача чоловіка спонукала Мінні відновити сценічну кар'єру для відновлення фінансового стану сім'ї, прийнявши пропозицію від австралійського імпресаріо Джеймса Кассіуса Вільямсона.
Коли подружжя повернулося на батьківщину в 1904 році, Мінні з'являлася, як правило, в невибагливих комедіях на теми з сучасного життя, які перемежовувалися рідкісними історичними драмами. Разом з чоловіком Мінні Террі в 1905 році зіграла в отримав широку популярність фарсі Едварда Ебботта Паррі і Фреда Чарльза, Артура Мулліота під назвою «Що бачив дворецький». Коли в 1911 році англійська театральна актриса Ірен Ванбру дебютувала в вар'єте, вона вибрала Мінні Террі і Едмунда Гвенна в якості партнерів за невеликим поданням, сценарій якого був створений шотландським письменником і романістом, творцем Пітера Пена Джеймсом Метью Баррі. Маргарет стін писала про актрису: «Мінні тепер, будучи одружена з багатообіцяючим молодим актором Едмундом Гвен, безладно виблискувала на Театральному небосхилі, але була занадто темпераментною, щоб забезпечити собі становище, якого могла б досягти. Вона постійно перебувала на гастролях, часто в Сполучених Штатах». У 1914 році Мінні Террі відіграла сезон в Нью-Йорку на Бродвеї в ролі принцеси в постановці чарівної казки «Райський сад» данського письменника Ганса Християна Андерсена.

### Відхід від акторської діяльності
Сьоме видання авторитетного британського довідника «Хто є хто в театрі», що вийшло в 1933 році, не згадує вистав після жовтня 1925 року, в яких би грала Мінні Террі однак, газета The Times писала про радіопередачу, підготовлену BBC до 80-річчя Еллен Террі в 1928 році, що Мінні приєдналася до двох членів своєї артистичної сім'ї Мейбл Террі-Льюїс і Джону Гілгуду, а також до інших провідних виконавців в інсценуванні сцен з п'єс Вільяма Шекспіра, в яких грала свого часу її тітка Еллен. Відомо також, що Мінні Террі померла в 1964 році.

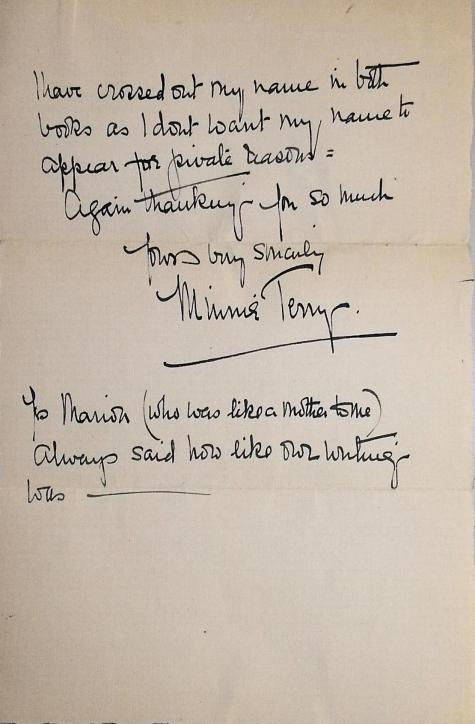
Лист Мінні Террі містеру Осборну зі зразком її підпису в центрі сторінки

## Засоби масової інформації про актрису і вивчення її біографії
Великі засоби масової інформації, що спеціалізувалися на висвітленні театрального життя або мали театральну колонку, такі, як «The Era» і «Dramatic Notes» (Велика Британія), «The Times» (США), «Table Talk» (Австралія), в дитинстві і юності Мінні Террі пильно стежили за її сценічною кар'єрою. Інтерес до неї згас після припинення виступів на сцені — з 1925 року. На деякий час Мінні Террі була забута (не збереглося навіть інформації про точну дату і місце її смерті або упокоєння). У повоєнний час увагу до її біографії привернула вийшла в 1962 році книга Маргарет стін «Гордість Террі» (англ. A Pride of Terrys, книга згодом кілька разів перевидавалася), героїнею якої стала і Мінні. Вона також стала одним з центральних персонажів у розділі двоє закоханих у дітей: Льюїс Керрол і Ернест Доусон у монографії Енн варті, що вийшла в 2008 році, «Діти і театр у вікторіанській Британії». Театральна кар'єра дівчини і історія закоханості в неї діячів культури вікторіанської Великої Британії увійшли в роботи З історії театру, психології та повсякденного життя Великої Британії в кінці XIX — початку XX століття, а також присвячені так званому «культу дитини» в пізній вікторіанській Англії.
Численні Фотоматеріали і твори мистецтва, пов'язані з театральною кар'єрою Мінні Террі, зберігаються в колекціях Національного фонду об'єктів історичного інтересу або природної краси в Кенті, Національної портретної галереї в Лондоні, в Музеї Вікторії та Альберта перейти до розділу . Значна кількість документів про актрису в даний час зібрані в архіві Еллен Террі і Едіт Крейг Серед них: програмки вистав, листи, фотографії сцен з них, газетні замітки... .

## Особливості сценічного образу

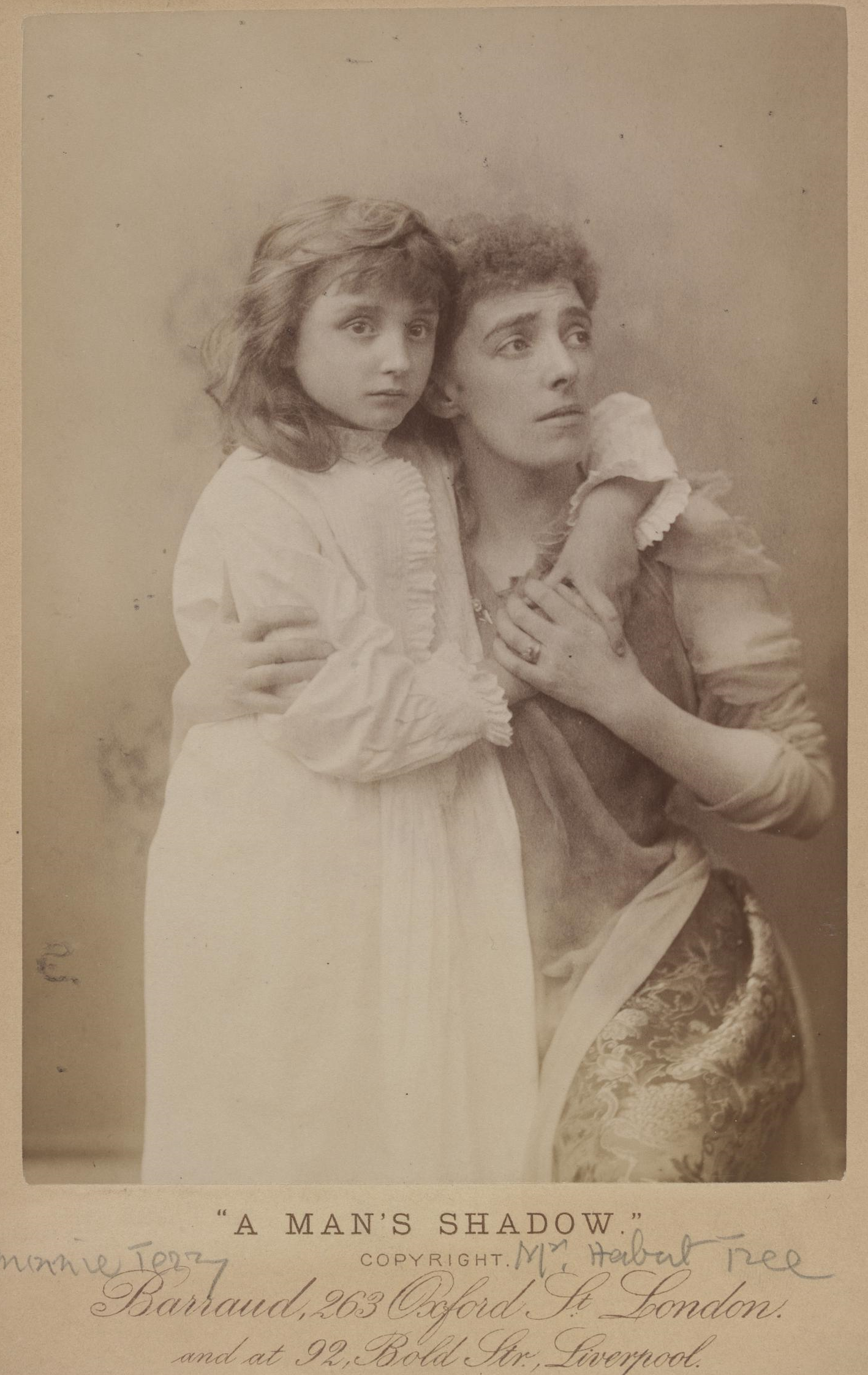
Герберт Роуз Барро. Елен Мод Трі і Мінні Террі у виставі «Чоловіча тінь» на сцені Королівського театру Хеймаркет 1889

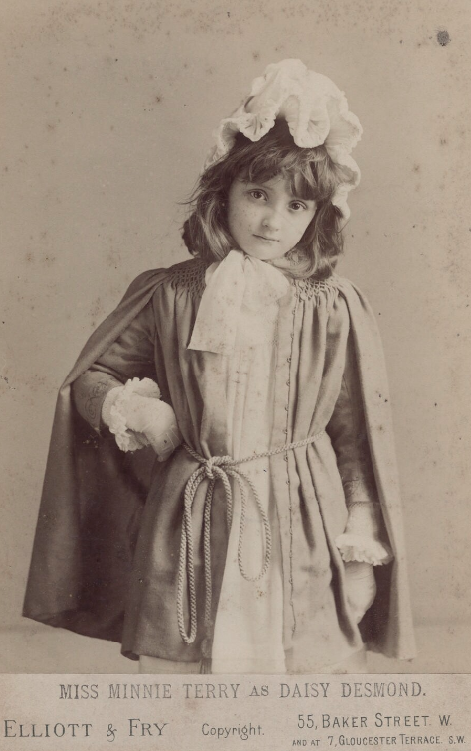
Фотостудія Elliott & Fry. Мінні Террі в ролі Дейзі Десмонд, 1889

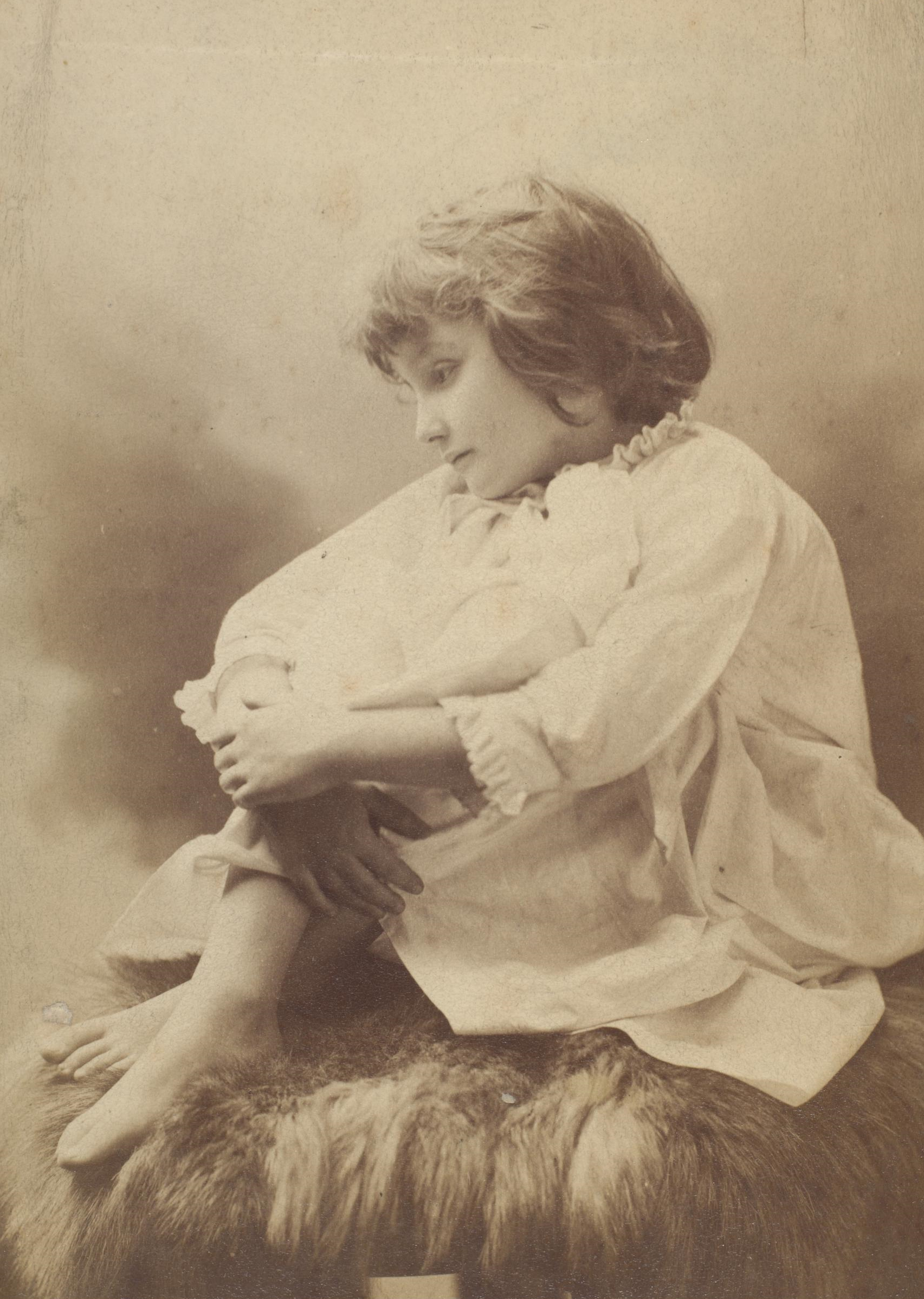
Мінні Террі на фотографії зі сценою з вистави, 1880-ті

Професор вікторіанської літератури і культури університету Роял Холлоуей Енн Варти, спеціалізується на історії британського театру, писала у своїй монографії «Діти і театр в вікторіанської Англії», що, якщо в XVIII столітті актор демонстрував почуття «за допомогою кодифікованого жесту», то в XIX столітті він вже прагнув до індивідуально виражених проявів емоцій. Разом з тим, в певних жанрах, таких як мелодрама, кодифікований жест ще зберігав свої позиції. Протягом 1880-х років боротьба між двома школами акторської майстерності, «механічної» і «емоційної», як їх називав ще Дені Дідро, зосередилася на конкуренції між «масками» і «особами». На основі аналізу думок глядачів про гру Мінні Террі Енн варті зробила висновок, що дитина-актор «зняв дихотомію» між «множинним і одиничним», «маскою» і «обличчям», «володіючи обома в рівній мірі». На її думку, дитина є одночасно і собою, і іншим, справжнім і удаваним. Дослідник цитувала думку Ернеста Доусона про гру Мінні Террі:
її безпосередність ... завжди вражає мене. У Це важко повірити, але іноді вона говорить щось, що вивчила напам'ять. Її участь в діалозі ... було таким дитячим, при цьому так доречно, що я часто забував про вдячність, яку заслужив Містер Гранді драматург, який склав п'єсу, про яку йде мова за свою роль в моєму захопленні розумом маленької леді.— Енн Варти. Діти і театр у вікторіанській Великій Британії
 Енна варті відзначала, що Мінні, як і інших її однолітків, вчили «і словами, і жестам», їх стиль гри може описуватися «тільки як належить до „механічної“ школі». Проте Террі, як і деякі інші талановиті діти, змогла змусити глядачів сприймати вивчені жести як "сповнені сильного почуття". Дослідник наводила іншу цитату з Доусона: "природно... просто... чарівно... вона наступає на дошки... з повною відсутністю самосвідомості або афектації (англ. an absence of self-consciousness or affectation), і з такою ж досконалою спонтанністю, як якщо б вона перебувала в її власній домашній дитячій кімнаті. Газета «The Era» від 12 травня 1888 року писала: «ця чарівно нехитра дівчинка була явно вільна від передчасної манірності і грації, які зазвичай затьмарюють задоволення, одержуване глядачами від гри неповнолітніх акторів».
Енн варті робила висновок, що вікторіанські шанувальники Мінні Террі відчували подвійну ностальгію. По-перше, вони бачили на сцені міфологічну епоху, втілену в єдності дитини в множинності. По-друге, з точки зору історії театру, вони спостерігали, як дитина грає в застарілому стилі. Два види туги за минулим-метафізичний і тимчасової — зачаровували дорослу аудиторію вікторіанського дитини-актора, навіювали спогади про власне дитинство. На основі спостережень Доусона за грою Мінні Террі Енн варті відзначала, що спонтанність дитини породжувала «особливу близькість» між ним і аудиторією. Глядачеві було дозволено непомітно брати участь «У уяві Дитячого світу» (англ. make-believe of the child's world) і він може бути оцінений як вуаєрист. Демонстрація дитиною " абсолютної щирості на сцені» викликала еротичні фантазії глядача. "Сексуальна фетишизація дитини-актора"» англ. The sexual fetishisation of the child actor) була, з точки зору варті, одним з компонентів його чарівності. Викладач Даремського університету Костас Буйопулос писав, що для вікторіанського джентльмена у ставленні до дівчинки на сцені поєднувалися сентиментальне обожнювання, значення талісмана і стримана еротика. Він наводив фрагмент з Ернеста Доусона, який писав У статті «Культ дитини» (1889): «Гра дитини-актриси „Художня“, так як „в дитинстві“ ми всі спонтанно театральні». Доусон підкреслював цінність отримання від краси дитинства в мистецтві, як у житті, вишуканого задоволення.
Маргарет стін відзначала, що»маленька темноволоса дівчинка у віці дев'яти років була розумна як білка. Це дозволило їй успішно впоратися з роллю принцеси Єлизавети у виставі «Карл I» на сцені театру Ліцеум. Викладач кафедри англійської мови у Вестмінстерському університеті Енн Вероніка Вітчард писала, що глядачі захоплювалися «химерністю мови» Мінні Террі і її «мальовничими поглядами», нехитрістю, «відсутності ранньої зрілості» і невинністю. Кращою роллю Мінні Террі вона називала «чудову міньйон з постановки за романом дитина Бутла» (1885) Генрієтти Елізи Воан Стеннард що писала під псевдонімом Джон Стрейндж Вінтер. За сюжетом роману і п'єси капітан Бутл виявляє дівчинку, залишену на ліжку його казарми. Він усиновляє дитину, і вона, підростаючи, стає дочкою полку. У виставі їй вже сім років і вона продовжує перебувати під опікою своїх старших друзів[46].
По відношенню до дорослих ролей на театральній сцені Мінні і її молодшої сестри Маргарет стін стверджувала: Мінні і Беатріс театр розглядали головним чином як засіб заробляння на життя. У бесіді з австралійським журналістом Мінні визнала, що вважає за краще комедійні ролі, хоча із задоволенням ставилася до виконання шекспірівських образів, які випали на її долю. Сам журналіст вважав, що її зовнішність швидше передбачає "емоційні та естетичні ролі" (англ. emotional and aesthetic roles): Мінні була висока і худа, з дещо сумним обличчям, з «м'якими», карими очима. Журналіст зазначав, що місіс Гвенн цікаво розповідає про свої індивідуальні особливості та особливості інших людей, вона-привітна господиня і дуже цікавий співрозмовник. У бесіді Мінні заявила, що хорошому артисту необхідно гідну освіту, тільки воно дозволить переконливо виконати роль джентльмена. Актор же, дикція і манери якого заслуговують докору, має мало шансів на успіх.

## Особисте життя

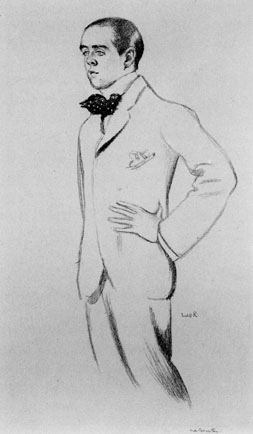
Вільям Ротштейн. Портрет Макса Бірбома, 1893

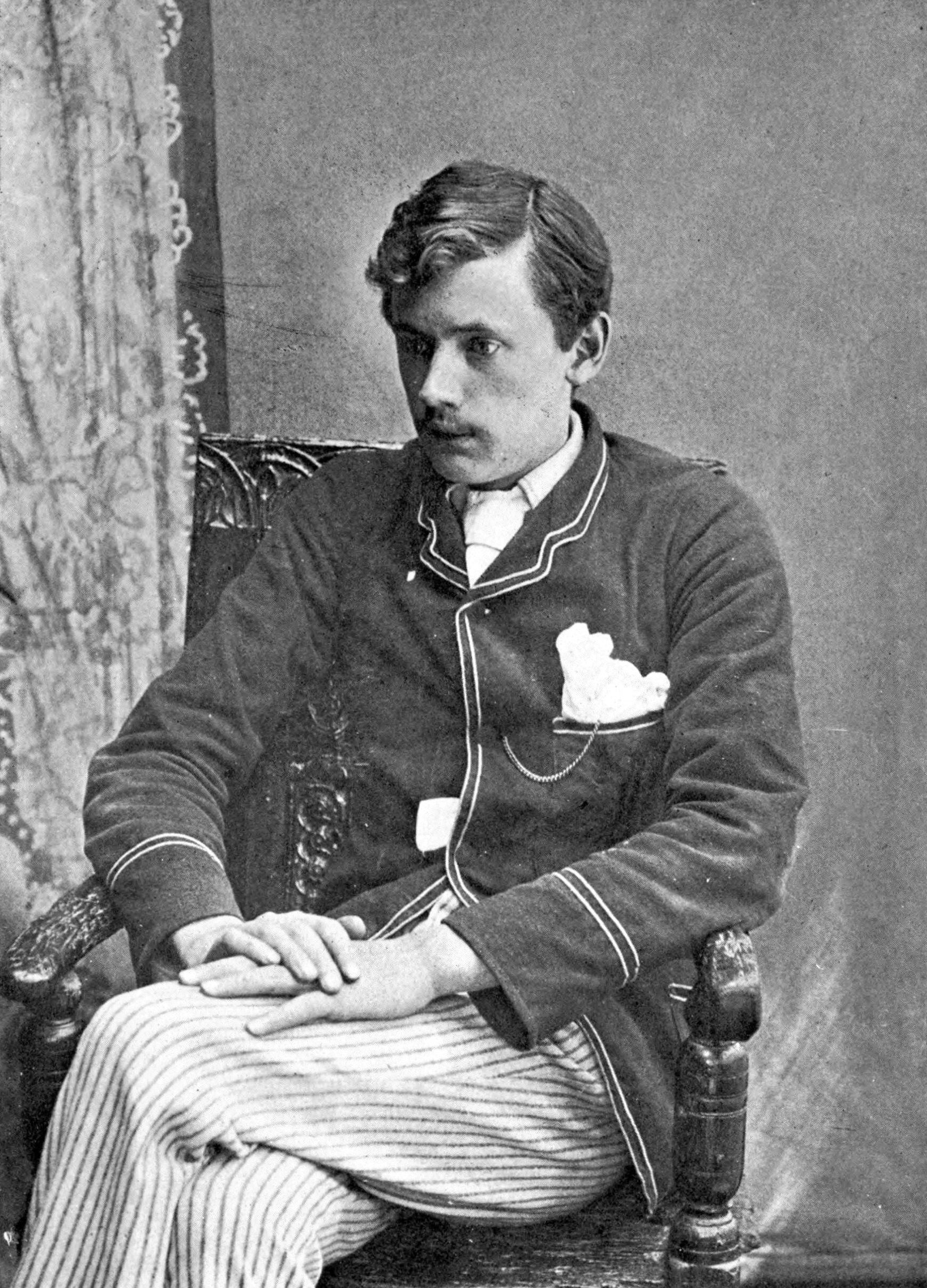
Ернест Крістофер Доусон (до 1905 року)

У ранньому дитинстві Мінні Террі стала об'єктом захопленого шанування і музою англійського письменника, художника-карикатуриста і книжкового ілюстратора Макса Бірбома і поета-декадента Ернеста Доусона. Двадцятидворічний Доусон вперше побачив шестирічну Мінні Террі в 1888 році в п'єсі "Дитина Бутла. Захопленням юною актрисою він відразу поділився зі своїм другом Артуром Муром (Льюїс Керрол, який також бачив дівчинку в цій виставі, навпаки, залишив про актрису в Щоденниках вельми невтішне зауваження: «вона вимовляє свої репліки не дуже чітко, не дивлячись на людину, до якої звертається»). Доусон відвідував театр для того, щоб побачити її в кожному новому шоу (в одному зі своїх листів — від 21 жовтня 1889 він пише, що передав «Пенні і шоколад»), часто зізнаючись, що Мінні була єдиним об'єктом його уваги на сцені. Доусон писав, що був обдурений, коли в одній з вистав Террі замінила інша дівчинка.
Ернест Доусон зберігав програмки всіх вистав, в яких брала участь Мінні, зібрав колекцію фотографій улюбленої актриси, з нетерпінням чекав появи нових і мчав відразу після виходу з друку їх купувати, обмінювався ними з друзями. Він мріяв зустріти дівчинку на вулиці, але обмежувався тільки спостереженням за нею з великої відстані («тинявся навколо її будинку», за висловом Кетрін Робсон). Енн варті та Енн Вероніка Вітчард вважали, що зовнішня схожість з Мінні Террі пізніше визначила його любов до дещо дорослішої Аделаїди Фолтінович (1878-1903), дочки польського ресторатора. «Її темне волосся і великі очі нагадували Доусону обожнювану ним міс Террі». Він також писав про їх незвичайну подібність друзямі обіцяв, ледве отримає фотографії Аделаїди, довести його на основі порівняння знімків обох дівчаток.
Ернест Доусон, як і Льюїс Керрол, взяв участь у громадській компанії на підтримку зайнятості дітей на театральній сцені. Як і Керрол, він стверджував, що відчуває духовний підйом в компанії дівчаток, за його словами, дівчатка допомагали пом'якшувати біль. Доусон, однак, за твердженням Енн варті, на відміну від Керролла був відвертий, бачачи у своєму ставленні до дівчаток «сексуальне бажання» (англ. sexual desire). Доусон стверджував, що без схиляння перед Мінні Террі: у Галааді немає бальзаму. На думку варті, поет знайшов спосіб сублімувати занадто реальне сексуальне бажання, зробивши дівчинку своєю музою, своєю Беатой Беатрікс.
Мінні Террі двічі вступала в шлюб. З першим своїм чоловіком, британським актором Едмундом Гвенном, вона познайомилася на театральній сцені. Шлюб був укладений в 1901 році. Щоліта подружжя проводили в дивному маленькому бунгало на Темзі. У ньому було всього дві кімнати, але їх було достатньо, так як навіть прийом їжі відбувався на траві присадибної ділянки біля будинку. Захопленнями Мінні Террі в цей час були фотографування і рукоділля. Вона вважала свій шлюб з Гвен цілком щасливим і наполягала в інтерв'ю, що для актора вийти заміж за людину іншої професії — це помилка. Мінні з жалем говорила, що для широкої публіки артисти — особлива «раса, яка все ще живе ненормально», включає в себе «шахраїв і бродяг».
Під час Першої світової війни шлюб Мінні Террі і Едмунда Гвенна був розірваний (доктор Роджер Гордон, професор університету Темпл у Філадельфії стверджував, що цей шлюб був розірваний всього через кілька місяців після його укладення). Незабаром Мінні знову вийшла заміж, але залишилася в дружніх стосунках з колишнім чоловіком. Інформацію про другу дружину і навіть його ім'я джерела не повідомляють. У 1956 році Мінні Террі овдовіла. Едмунд Гвенн, вже будучи старим, приїхав зі свого будинку в Каліфорнії до Великої Британії для зустрічі з овдовілою колишньою дружиною.

## Мінні Террі-натурниця художників і фотографів

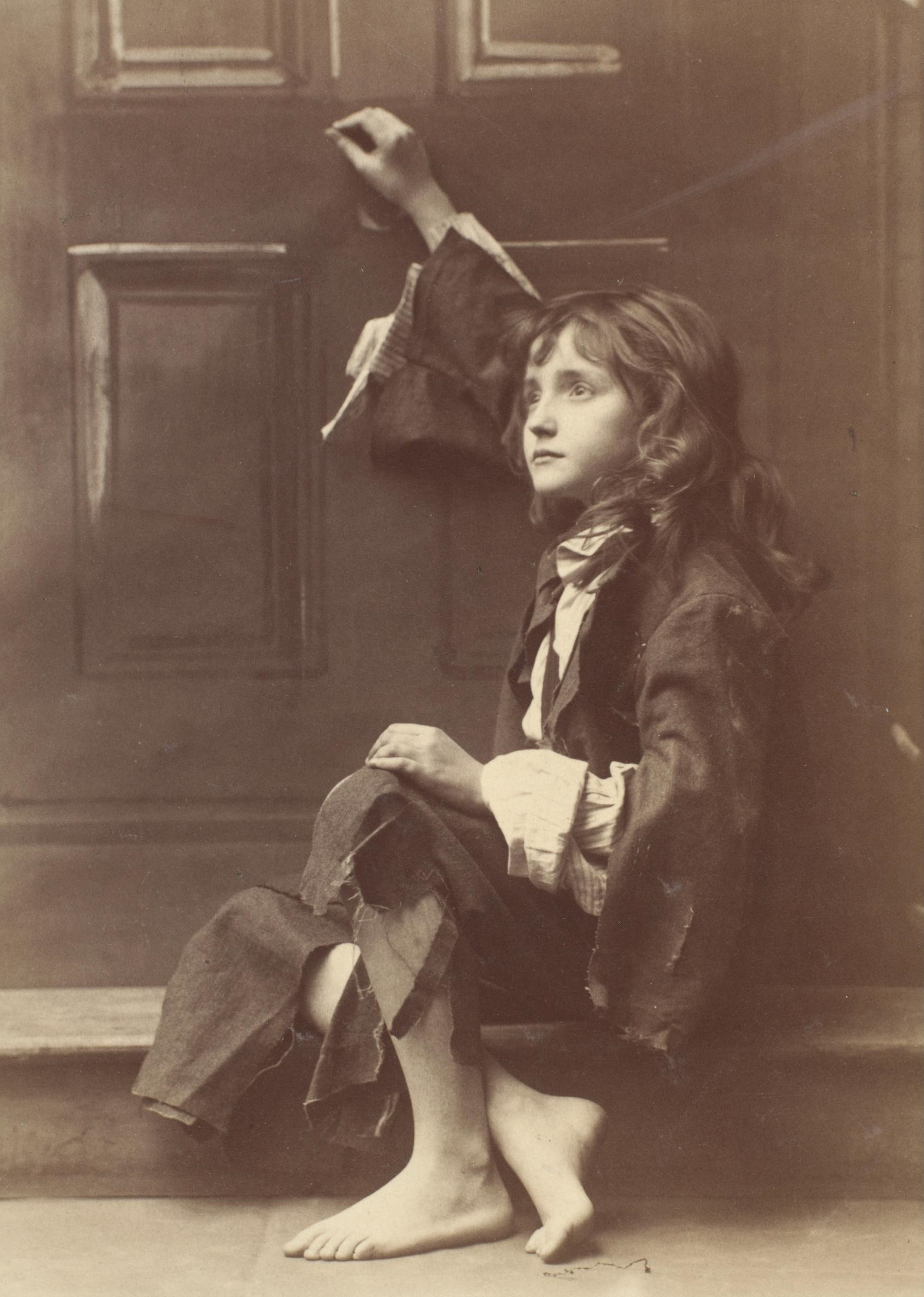
Альфред Елліс. Мінні Террі в ролі хлопчика, 1880-і

Серед фотографів, що відобразили вигляд Мінні Террі, були широко відомі майстри. Серед них: творець знімків державних діячів, художників і представників аристократії вікторіанської епохи в техніці вудберітіпіі Герберт Роуз Барро, член фотографічного товариства (яке згодом отримало назву Королівського фотографічного товариства), один із засновників Асоціації професійних фотографів, його секретар, президент і генеральний секретар, що спеціалізувався на Театральній фотографії і активно захищав авторські права фотографів (один із засновників Союзу авторських прав) Альфред Елліс (Музей Вікторії та Альберта, Лондон, дана фотографія надійшла за заповітом із зібрання Гая Трістрама Літтла в 1953 році, 14,6 х 10,6 см, інв. № S. 133: 688-2007) і співробітники фотостудії Elliott & Fry заснованої в 1863 році Джозефом Джоном Елліоттом і Кларенсом Едмундом Фраєм (наприклад, "Мінні Террі в ролі Дезі Десмонд", Національна портретна галерея, Лондон, 14,6 х 10,5 см, дар Теренса Пеппера в 2013 році, інв. № NPG 138138).
На своїх фотографіях Мінні зобразив також член Королівського фотографічного товариства, один із засновників Асоціації професійних фотографів Хайман Селег Мендельсон (бази даних Еллен Террі і Едіт Крейг, архів SMA Photos, ID NT / SMA / PH / 3327).
Портретна погрудна мініатюра актриси з колекції Національного фонду об'єктів історичного інтересу або природної краси виконана в техніці акварелі по слонової кістки. Мінні Террі зображена у віці п'яти років (1887-1899, будинок-музей Смолхайт-Плейс, Кент, інв. № NT 1118219, форма мініатюри — овал, розмір — 76 × 55 см). Голова і плечі дитини повернені вправо. На дівчинці біле плаття. У неї карі очі, здоровий рожевий колір обличчя і світле волосся. Фон портрета-небесно-блакитний. На звороті мініатюри знаходиться напис, що повідомляє ім'я зображеної дівчинки і ім'я її двоюрідної сестри Мейбл Террі-Льюїс яка написала цю мініатюру.
Інша мініатюра, кругла і поясна, що зображає Мінні Террі у віці приблизно вісімнадцяти років, також знаходиться в зборах Національного фонду (близько 1900, будинок-музей Смолхайт-Плейс, Кент, інв. NT 1118223, діаметр - 7,2 см, Техніка виконання — акварель по папері). Голова дівчини повернена ліворуч, вона одягнена в білу сукню з блакитним поясом. У неї карі очі, густі руде волосся. Фон портрета небесно-блакитний. Портрет актриси закріплений в металевому футлярі зі шкіряною оббивкою, зеленим тисненням, слідами сусального золота. До нього додається п'ять розписаних по слюді накладок (на кожній з них залишено місце, яке не було покрито розписом, для обличчя дівчини). Розпис зображує одяг на різні сезони, що призначаються для облачення Мінні шляхом накладання їх на портрет. Ця мініатюра також виконана Мейбл Террі-Льюїс.

## Дв. також
Конні Гілкріст (1865-1946) — старша ровесниця Мінні Террі, фотомодель і найбільш популярна актриса-дитина 70-х років XIX століття.